# Traktat w Åbo
Traktat w Åbo (Turku) −  traktat pokojowy podpisany przez Imperium Rosyjskie i Królestwo Szwecji w Turku (szw. Åbo) 7 sierpnia 1743 roku jako akt kończący wojnę szwedzko-rosyjską z lat 1741-1743.
Na mocy porozumienia w Åbo, Szwecja oddała Rosji tereny na wschód od rzeki Kymijoki z twierdzą Olavinlinna (szw. Olofsborg) i miastami Lappeenranta (szw. Vilmanstrand) i Hamina (szw. Frederikshamn). Zdobyte tereny włączone do guberni wyborskiej.
Caryca Elżbieta Romanowa zagwarantowała na przyłączonym terytorium swobodę religijną, prawa i przywileje mieszkańców.
Głównym negocjatorem ze strony rosyjskiej był Aleksander Iwanowicz Rumiancew, udział brali także Johann Ludwig Luberas von Pott i Gaspar Szerer, który przewiózł tekst do akceptacji carycy, a ze strony szwedzkiej Herman Cedercreutz i Erik Mathias von Nolcken.